# اینلاین هاکی
 اینلاین هاکی یا اسکیت هاکی یکی از رشته‌های ورزش هاکی است که روی سطوح مختلف انجام می‌شود و بازیکنان با استفاده از رول اسکیت در زمین حرکت کرده و با استفاده از چوب هاکی، توپ پلاستیکی هاکی را وارد دروازه و امتیاز کسب می‌کنند. هر تیم از پنج بازیکن درون زمین از جمله دروازه‌بان تشکیل شده‌است، حال آنکه تعداد کل بازیکنان یک تیم معمولاً 16 نفر است.
مسابقات بین‌المللی رشته اینلاین هاکی توسط دو فدراسیون مختلف برگزار می‌شود، فدراسیون جهانی اسکیت و فدراسیون بین‌المللی هاکی روی یخ، که هرکدام مسابقات خودشان را برگزار می‌کنند.

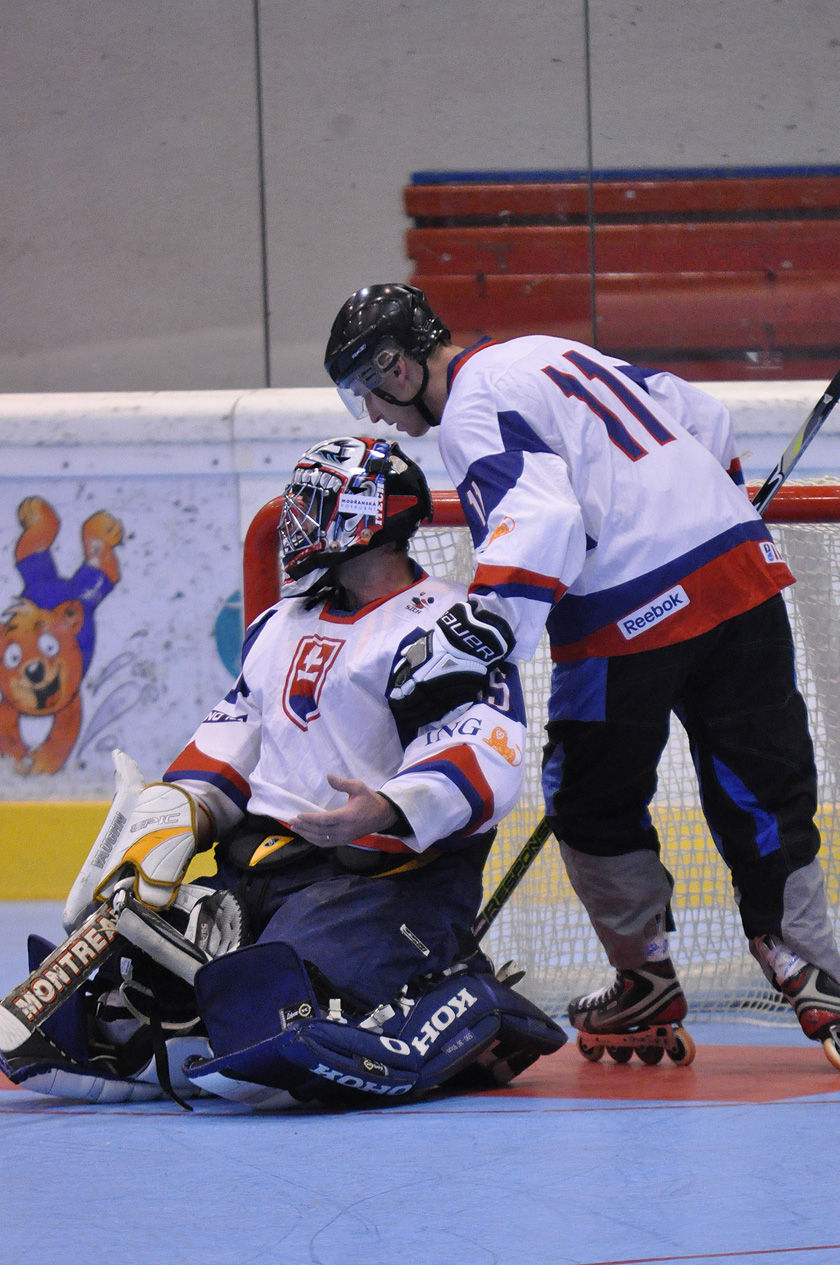
تجهیزات حفاظتی اینلاین هاکی با هاکی روی یخ یکسان است